# Occhi verdi (Shepard)
Occhi verdi (Green Eyes) è un romanzo di Lucius Shepard del 1984, a metà fra la fantascienza e l'horror. Con questo romanzo Lucius Shepard ha ottenuto il premio John W. Campbell quale miglior autore esordiente del 1985.

## Trama
Nel 1987, il professor Ezawa dell'università della Louisiana ha trovato il sistema per portare in vita una persona morta, tramite alcuni batteri che prendono il controllo dei tessuti e del cervello. Questi zombie, chiamati PAIB, ovvero Personalità Artificiali Indotte Battericamente, dimostrano personalità e capacità del tutto differenti da quelle originali. Essi ma sopravvivono per poco tempo, da poche ore fino a qualche mese: il primo sintomo della fine vicina è un bagliore verde crescente negli occhi.
L'interesse degli scienziati cresce notevolmente quando uno di questi uomini riportati in vita, Donnell Harrison, fugge da Tulane (luogo ove si svolgono gli esperimenti) insieme alla dottoressa che lo ha in cura, Jocundra Verret. Harrison presto dimostra di avere doti eccezionali in campi scientifici e medici, fornendo addirittura le chiavi per curare malattie sino ad allora date per incurabili.
I due fuggitivi si nascondono nei bayou della Louisiana, curando la popolazione della zona. Contattati dalla facoltosa Otille, la raggiungono nella sua villa, per scoprire successivamente che è lei stessa che finanziava le ricerche sui batteri.
Ben presto nasce uno scontro fra i protagonisti e il gruppo di Otille, con il coinvolgimento di entità soprannaturali in una lotta fra le forze del bene e del male.

## Edizioni
La traduzione dell'edizione italiana è di Riccardo Valla, e le copertine sono di Karel Thole per l'edizione Urania e di Marco Patrito per l'edizione Classici Urania e I Libri di Urania.
- Lucius Shepard, Green Eyes, Ace Books, 1984.
- Lucius Shepard, Occhi verdi, traduzione di Riccardo Valla, Urania n°1025, Arnoldo Mondadori Editore, giugno 1986,  p. 240.
- Lucius Shepard, Occhi verdi, traduzione di Riccardo Valla, Classici Urania n°225, Mondadori, dicembre 1995,  p. 302.
- Lucius Shepard, Occhi verdi, traduzione di Riccardo Valla, I Libri di Urania n°33, Mondadori, dicembre 1995,  p. 302.